# Kanagawa-juku
Kanagawa-juku (jap. 神奈川宿 Kanagawa-juku) – trzecia z 53 stacji szlaku Tōkaidō, położona obecnie w dzielnicy Kanagawa w Jokohamie, nieopodal portu, z którym powstała równolegle. Miasto Kanagawa powstało w 1889, a w 1901 zostało połączone z Jokohamą.

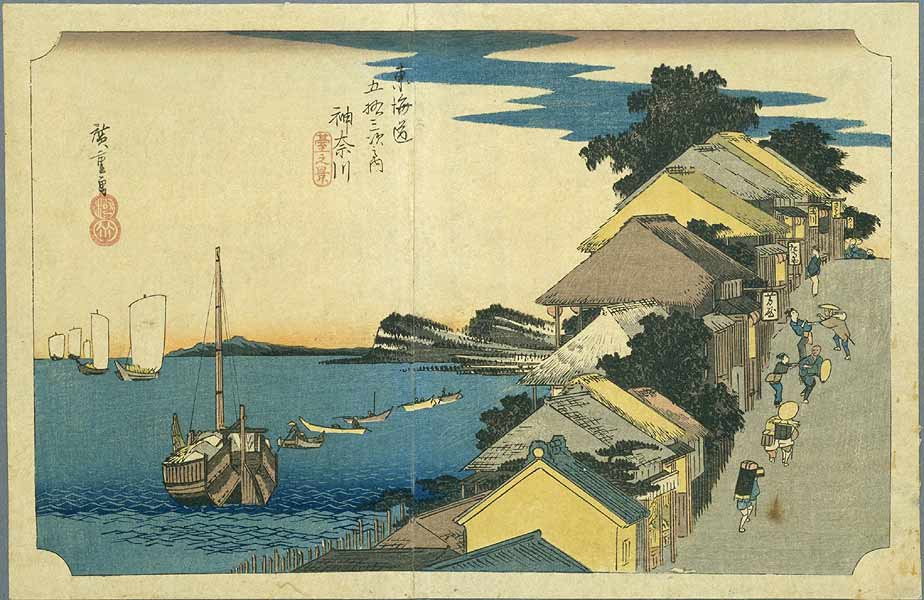
Stacja w latach 30. XIX wieku, Hiroshige Andō

Wiele z tutejszych zabytków zostało zniszczonych podczas trzęsienia z 1923 i II wojny światowej.